# Норте-Гранде
Но́рте-Гра́нде (порт. Norte Grande) — район (фрегезия) в Португалии, входит в округ Азорские острова. Расположен на острове Сан-Жорже. Является составной частью муниципалитета Велаш. Население составляет 688 человек на 2001 год. Занимает площадь 32,06 км².
Покровительницей района считается Дева Мария.